# ジュライ・ハウンド
ジュライ・ハウンド（英：July Hound）は、アメリカ合衆国原産のセントハウンド犬種のひとつである。ジュライ・フォックスハウンド（英：July Foxhound）とも呼ばれる。
犬種名の「ジュライ」というのは、本種の基礎犬となった雄犬の名前に由来している。

## 歴史
ジョージア州に住み、プランテーションで生計を立てていたマイルス・ハリスという富豪によって作出された。1860年、彼がメリーランド州にあるアイリッシュ・ハウンドの犬舎から2頭の仔犬を購入したことから本種の歴史は始まった。
アイリッシュ・ハウンドはアイルランド原産のセントハウンド犬種で、キツネを狩るために使われていた。アイルランドから来た移民によってもたらされた犬種で、新世界でもキツネを狩るべくしてつれてこられ、繁殖が行われていた。
ハリスは購入した仔犬を「ジューン」と「ジュライ」と名づけて訓練し、自身の所持するパックにまぜてキツネ狩りに使役した。2頭の訓練は成功し、能力を狩猟に十分に生かすことが出来た。購入した2頭のうち、特に優秀だったのは「ジュライ」で、ずば抜けた狩猟能力を持ち、俊足で粘り強く、狩猟の成功率も群を抜いて高いことがハンター仲間や品評会からとても高い評価を得ていた。又、パックを組まずに1頭でもキツネを仕留められるという噂も広まった。この噂を耳にしたジョージア州の猟犬ブリーダーであるジョージ・バードソングという人物がジュライを高値で購入し、自身の所持するアイリッシュ・ハウンドにジュライを戻し交配することで本種、ジュライ・ハウンドが作出された。尚、遺伝子プールの閉塞を防ぐため、時々アメリカン・フォックスハウンドの血も加えられている。
主にキツネを狩ることを専門として使われている。小規模なパックを組んでキツネを追跡する。狩り場に向かう際には他のフォックスハウンド犬種と同じく、ハンター種という馬に乗った主人の後をついて走ってそこへ向かう。狩り場にたどり着くと早速キツネの臭いを追跡しはじめ、何時間も追跡しつづけ、発見すると自らの手でキツネを仕留めた。ちなみに、犬が何時間も走ったり追跡している中、主人だけはハンター種に乗ったまま楽に犬を追いかける。キツネ狩りはいわゆるスポーツの一種で、イギリス貴族の娯楽が伝播したものである。
キツネ狩りが余りメジャーでなくなった今日も、主にミズーリ州、ミシシッピ州、ルイジアナ州を中心としたアメリカ南部で飼育が継続されているが、ケネルクラブへの公認は一切行っていない。一部のファンに実猟犬として飼育されていて、商業目的に繁殖が行われたことは今日も一切無い。ほぼ全ての犬が実猟犬として飼育されていて、ペットとして飼育されている犬は実猟リタイア犬である。ショードッグには全く用いられていない。アメリカ南部の一部でしか飼育されていない極めて珍しい犬種で、その他の地域では全く飼育されていない。

## 特徴
典型的なセントハウンド犬種に近い容姿をしているが、脚が長く、もっと走るのが速い。筋肉質の体つきで、力強い。耳は垂れ耳、尾は飾り毛のない垂れ尾。コートはスムースコートで、毛色はホワイト・アンド・レッドやホワイト・アンド・タン、ホワイト・アンド・ブラック、トライカラーなど。大型犬サイズで、性格は主人に忠実で従順、勇敢で粘り強く、狩猟本能が高い。一度見つけた獲物は主人の静止が無ければ、仕留めるまでいつまでも追い続けることが出来る。生粋の猟犬種であるため、頑固で独立心が旺盛な猟犬気質を持ち合わせている。しつけは主人からのみ受け付け、状況判断力は高い。パックで行動するため、友好性は高い。獲物の臭いを追跡することが大好きで、運動量は非常に多い。まず初心者には飼育できない犬種である。